# Deutsche Werke
Deutsche Werke AG byla německá loďařská firma. Vznikla v roce 1925 sloučením Císařských loděnic v Kielu s dalšími strojařskými a zbrojními společnostmi. Společnost stavěla obchodní lodě, válečné lodě a ponorky. Mimo to se věnovala například výrobě zbraní, munice, tramvají a lokomotiv. Loděnice zanikla po druhé světové válce. Některé strojírenské provozy a výrobu lokomotiv poté převzala společnost Maschinenbau Kiel. Pozemky loděnice byly v roce 1955 prodány firmě Howaldtswerke.

## Historie

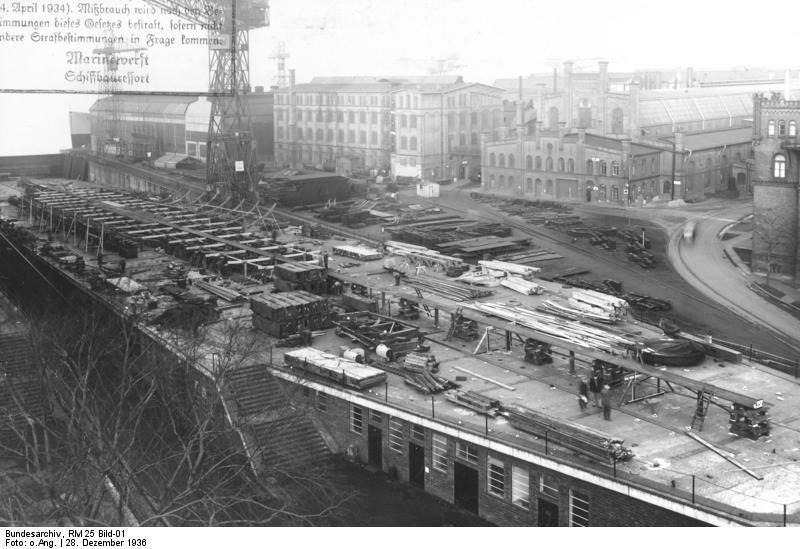
Kýl letadlové lodě Graf Zeppelin založený v loděnici Deutsche Werke

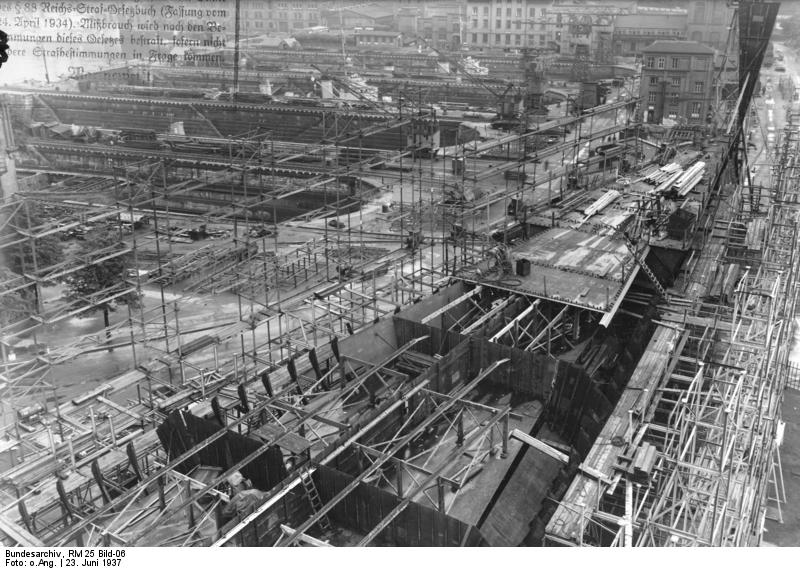
Graf Zeppelin rozestavěný v loděnici Deutsche Werke

Od roku 1867 v Kielu existovala královská loděnice Königliche Werft Kiel, roku 1871 přejmenovaná na císařskou loděnici Kaiserliche Werft Kiel. Po první světové válce byla loděnice uzavřena. Roku 1925 obnovila provoz v rámci akciové společnosti Deutsche Werke. Sloučení bylo důsledkem omezení německého zbrojního průmyslu i námořnictva stanovených ve Versailleské smlouvě po první světové válce. Společnost vlastnila vláda Výmarské republiky a její vedení sídlilo v Berlíně.
V letech 1925–1933 Deutsche Werke stavěla obchodní lodě pro civilní sektor. Po převzetí moci nacisty v roce 1933 se postupně přeorientovala na stavbu válečných lodí pro Kriegsmarine. V letech 1937–1939 byla loděnice rozšířena o třetí skluz pro stavbu plavidel. Mezi nimi byl bitevní křižník Gneisenau, těžké křižníky Lützow a Blücher. Vznikala zde i nikdy nedokončená letadlová loď Graf Zeppelin.
Mimo válečných lodí vyráběly Deutsche Werke koncem 20. let v továrně v Erfurtu také střelné zbraně. Úspěchy zejména v USA slavily pistole zvané „Ortgies“ podle návrhu Heinricha Ortgiese, jejichž licenci firma počátkem desetiletí zakoupila.
Od roku 1935 až do konce druhé světové války společnost vyráběla také ponorky. Další činností byly opravy bojem poškozených lodí, například bitevního křižníku Scharnhorst v roce 1942 a výroba munice (pod přidělenou tovární značkou eak). V roce 1941 byla v Gdyni založena pobočka Deutsche Werke Gotenhafen.
Výrobní prostory a doky firmy Deutsche Werke byly těžce poškozeny bombardováním během spojeneckých náletů. V březnu 1945 byl vydán rozkaz ke zničení loděnice, aby nemohla být ukořistěna Spojenci. Rozkaz však nebyl vykonán. Pozůstatky loděnice byly rozebrány koncem války. Některé strojírenské provozy a výrobu lokomotiv převzala společnost Maschinenbau Kiel.
V roce 1955 byly pozemky Deutsche Werke prodány firmě Howaldtswerke.

## Postavená plavidla (výběr)

### Letadlové lodě

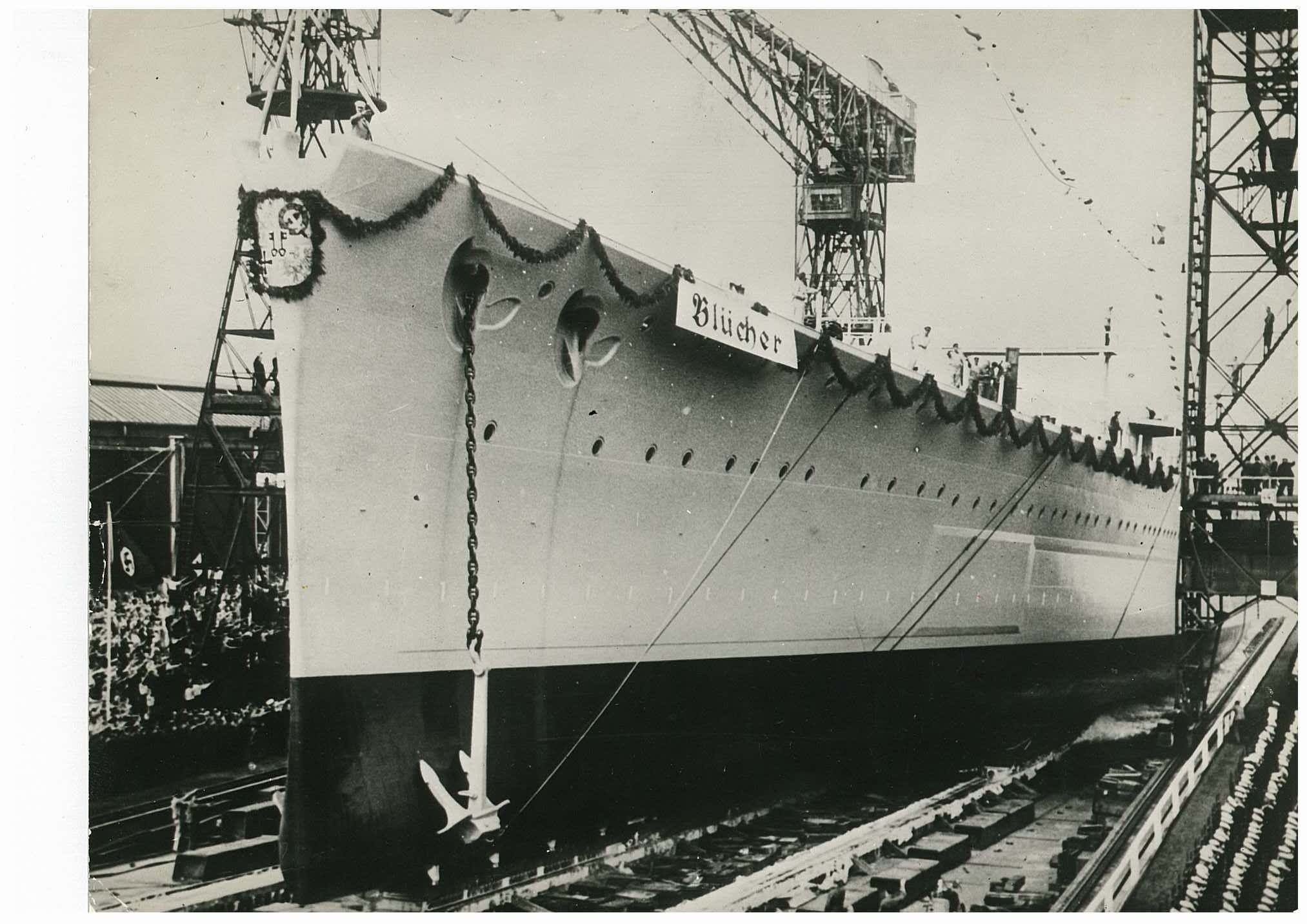
Blücher

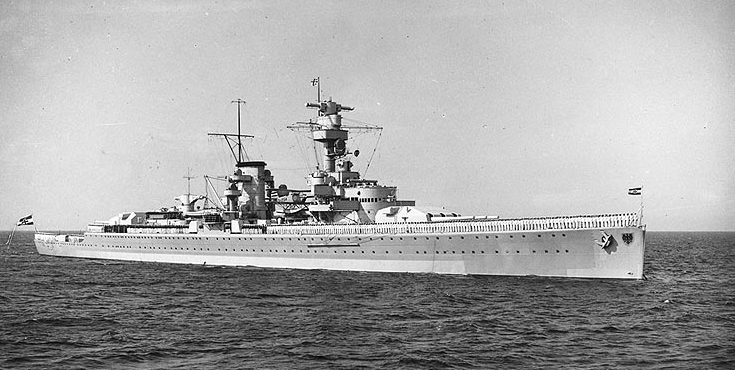
Deutschland (ex Lützow)

- Graf Zeppelin – letadlová loď, nedokončena

### Křižníky
- Třída Scharnhorst
  - Gneisenau

- Třída Admiral Hipper
  - Blücher

- Třída Deutschland
  - Lützow

- Třída M – nedokončen

- Třída Leipzig
  - Nürnberg

- Třída Königsberg
  - Karlsruhe

### Torpédoborce
- Zerstörer 1934 (4 ks)

### Ponorky
- Typ II (34 ks)
- Typ VIIC (30 ks)
- Typ XIV (10 ks, 3 ks nedokončeny)